# 狗骨头
狗骨头（学名：Sadiria aberrans）为报春花科管金牛属下的一个种。

## 异名
- [1]

## 扩展阅读
維基物種上的相關：狗骨头
1. ↑  . Catalogue of Life: 2015 Annual Checklist. Catalogue of Life. 2015  [2016-02-15].